# فيليب لي سينيور
فيليب لي سينيور (بالإنجليزية: Philip Lee, Sr.) هو محامي أمريكي، (و. 1681 – أبريل 1744 م). وُلِد لعائلة لي المرموقة في فرجينيا، وأصبح مزارعًا في ماريلند، بالإضافة إلى كونه ضابطًا بحريًا، وخدم في مجلسي الجمعية العامة لماريلند. يُعتبر أحيانًا سلفًا لعائلة ماريلند أو بلينهايم ليز، على الرغم من أن خلفاءه هم من بنوا هذا القصر. الاسم الأوسط "كوربين" هو اسم عائلة أُضيف بعد وفاته، ويُستخدم لتجنب الخلط مع العديد من رجال لي الآخرين الذين يحملون اسم فيليب، مثل ابن أخيه فيليب لودويل لي، الابن الأكبر لأخيه توماس لي، الذي بنى قاعة ستراتفورد في مقاطعة ويستمورلاند، فرجينيا.